# Troides helena
Troides helena ist ein in Asien vorkommender Schmetterling aus der Familie der Ritterfalter (Papilionidae). Das Artepitheton geht auf Helena (die „schöne Helena“) aus der griechischen Mythologie zurück. Carl von Linné ordnete die Art als Papilio helena in die Gruppe der „Achaischen Ritter“ (Equites Achivi) ein.

## Merkmale
Die Flügelspannweite der Falter beträgt 150 bis 180 Millimeter. Zwischen den Geschlechtern besteht ein leichter Sexualdimorphismus. Bei den Männchen ist die Vorderflügeloberseite schwarz, die Hinterflügeloberseite kräftig gelb und mit einer schwarzen Punktreihe am Saum versehen, Schwanzfortsätze fehlen. Weibchen unterscheiden sich durch die weißlich eingefassten Adern auf der Vorderflügeloberseite sowie die doppelte schwarze Punktreihe auf der Hinterflügeloberseite. Die Zeichnung der Unterseite gleicht bei beiden Geschlechtern den Oberseiten.

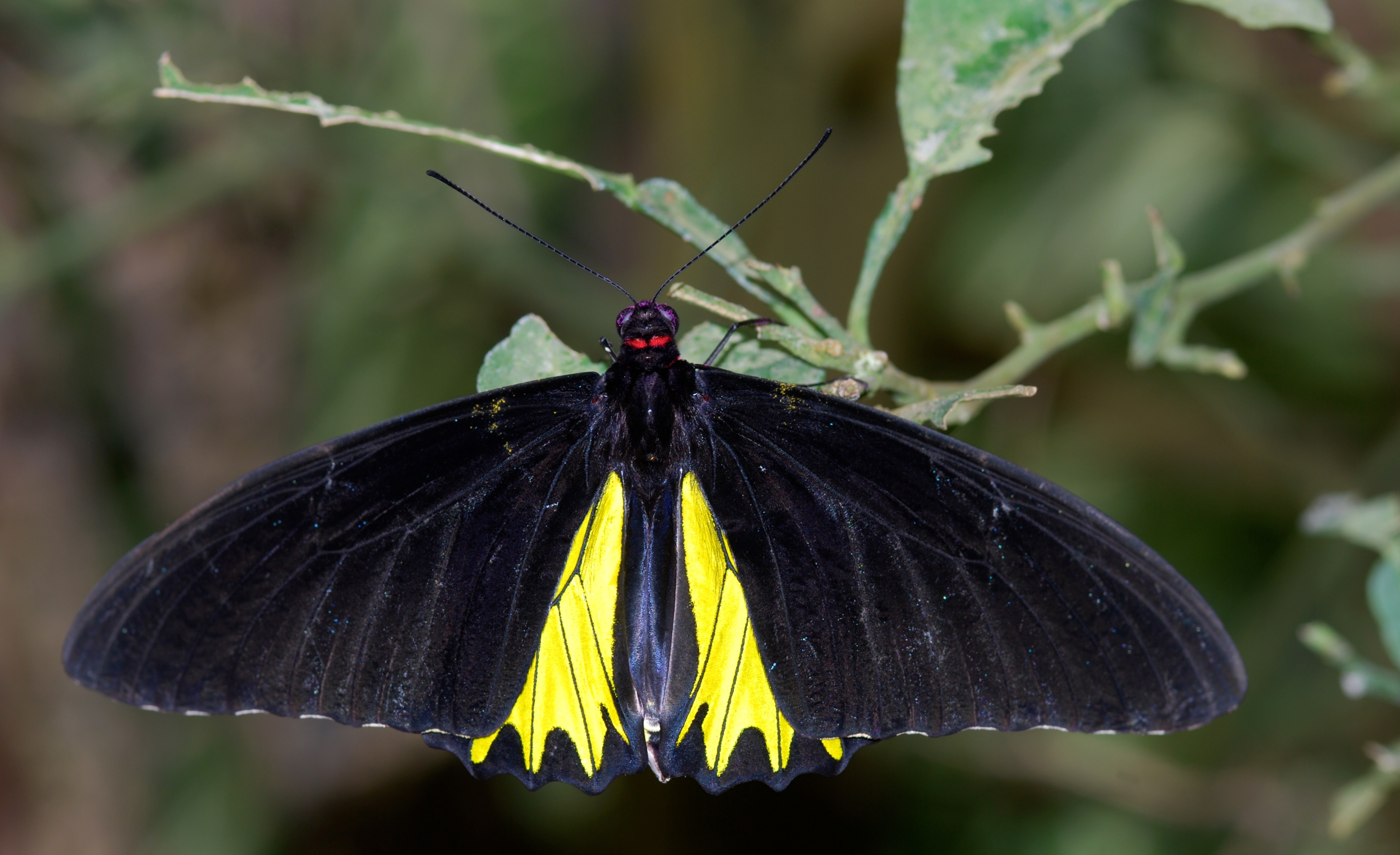
Männchen

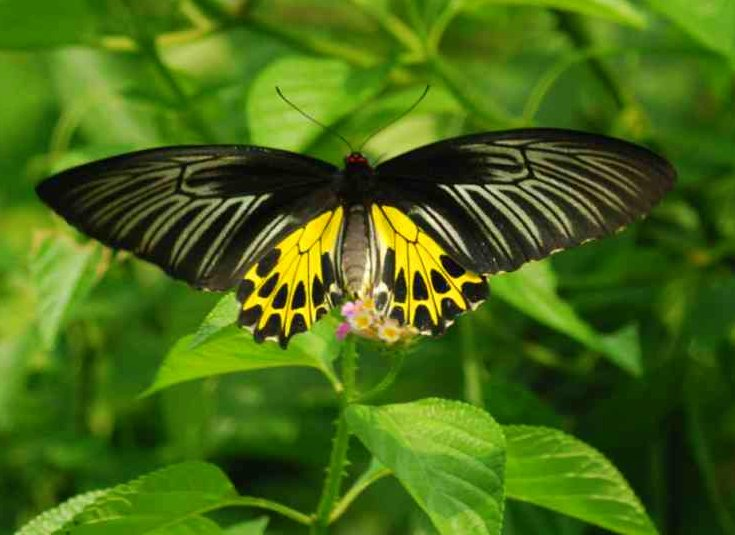
Weibchen

Ausgewachsene Raupen sind schwarzgrau bis braungrau gefärbt und auf der gesamten Körperoberfläche mit grauen Tuberkeln versehen. In der Körpermitte hebt sich ein weißlicher bis rosafarbener Sattel ab. Um Fressfeinde abzuschrecken, sind die Raupen in der Lage, ein Osmaterium auszustülpen.

## Verbreitung, Unterarten und Lebensraum
Die Art kommt im Nordosten Indiens, in Thailand, Malaysia, Indonesien, Myanmar, Vietnam und im Süden Chinas vor. In den verschiedenen Vorkommensgebieten werden derzeit 27 Unterarten klassifiziert. Troides helena besiedelt in erster Linie Laubwälder, ist jedoch auch in Gärten und Parkanlagen zu finden.

## Lebensweise

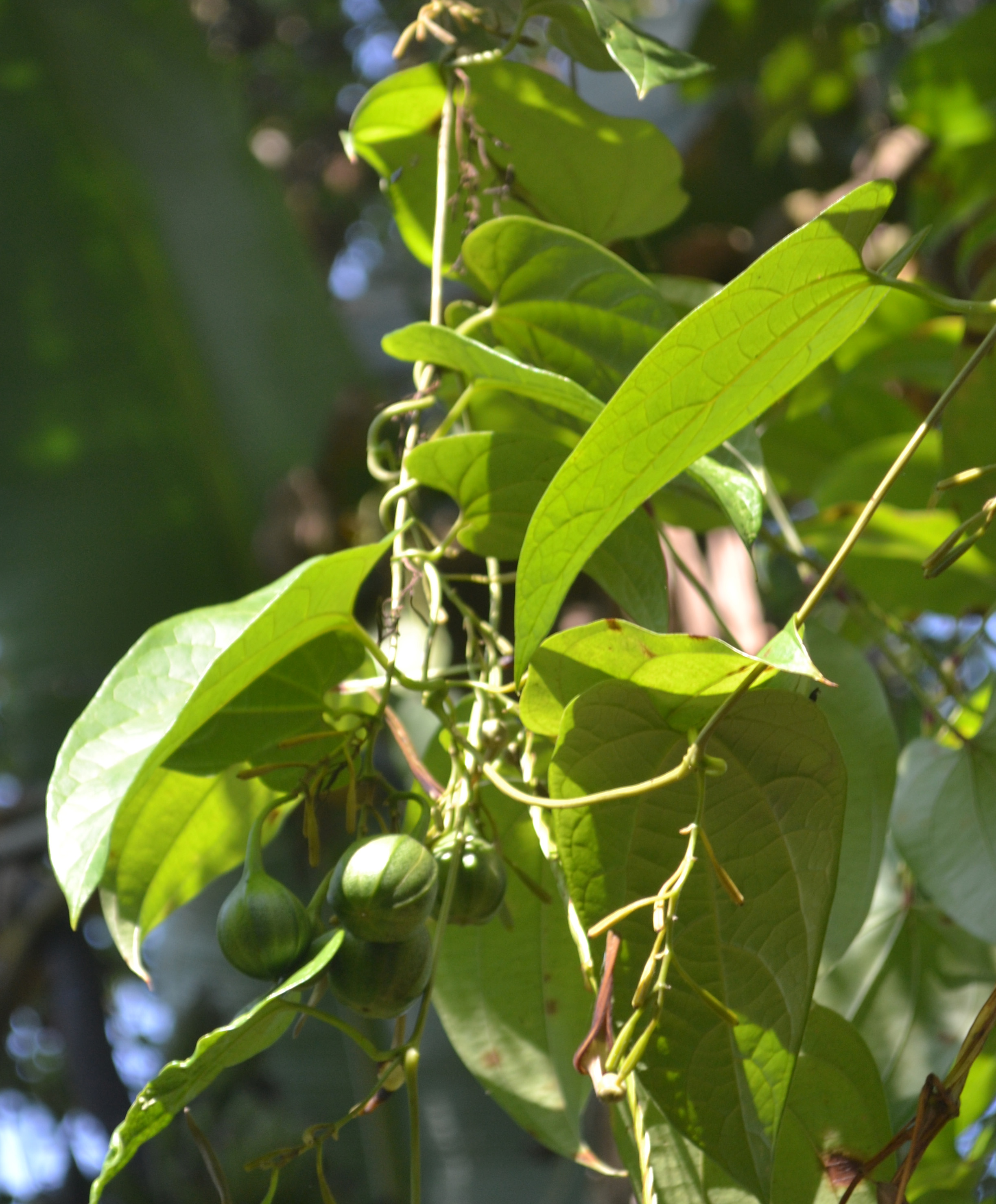
Aristolochia tagala,
die Nahrungspflanze der Raupe

Die Falter fliegen in aufeinander folgenden Generationen. Sie halten sich gerne in höher gelegenen Baumregionen auf und sind ausdauernde Flieger. Dabei erinnern sie in ihrem Flugstil an Vögel, weshalb sie im englischen Sprachgebrauch als Common Birdwing bezeichnet werden. Zur Nahrungsaufnahme besuchen sie Blüten, beispielsweise Wandelröschen (Lantana). Die Männchen saugen zuweilen am Boden an feuchten Erdstellen, um Flüssigkeiten sowie Mineralstoffe aufzunehmen. Von der Eiablage bis zum Schlüpfen der Falter vergehen durchschnittlich 40 Tage. Die Raupen ernähren sich von den Blättern der Pfeifenblumen (Aristolochia). Da sie mit der Nahrung toxische Aristolochiasäuren aufnehmen und im Körper speichern, sind sie, ebenso wie später auch die Falter giftig und damit vor Fressfeinden weitgehend geschützt. Die gelben Hinterflügel der Falter dienen dem Aposematismus (Warnfarbe).

## Gefährdung und Schutz
Da die Raupen von Troides helena ein relativ eng begrenztes Spektrum an Nahrungspflanzenarten haben, ist die Art überall dort gefährdet, wo aufgrund von Urbarmachung die benötigten Nahrungspflanzen verschwinden. Wegen der farblichen Attraktivität der Falter ist die Art auch durch die Entnahme von Exemplaren aus der Natur durch Sammler und Händler gefährdet. In Hongkong wurde die Art von der zuständigen Regierungsstelle, der Wild Animals Protection Ordinance deshalb unter Schutz gestellt. Auch die Nahrungspflanze Aristolochia tagala wurde geschützt.